# Ubuntu Budgie
Ubuntu Budgie (ранее budgie-remix) — дистрибутив Linux, который основан на Ubuntu. Он сочетает в себе стабильное и тщательно протестированное ядро Ubuntu с современным, лёгким и традиционным рабочим столом, разработанным проектом Solus.

## История
Ubuntu Budgie начинался как неофициальная сборка для Ubuntu, называемая budgie-remix.
Позднее budgie-remix 16.10 был выпущен, строго следуя временным рамкам, выпущенным для Ubuntu 16.10.
В конечном итоге, дистрибутив был признан официальным для сообщества Ubuntu, и был переименован в Ubuntu Budgie. Затем, Винченцо Бовино был назначен сотрудником брендинга и PR-менеджером.
В Ubuntu Budgie 18.10 поддержка 32-битной архитектуры будет прекращена. Поддержка 32-битной архитектуры также будет прекращена в Ubuntu MATE.

## Релизы
| Версия | Кодовое имя     | Кодовое имя по-русски   | Дата релиза     | Дата окончания поддержки | Версия ядра |
| --- | --------------- | ----------------------- | --------------- | ------------------------ | ----------- |
| 16.04 | Xenial Xerus    | Гостеприимная белка     | 25 апреля 2016  | август 2018              | 4.4         |
| 16.10 | Yakkety Yak     | Болтливый Як            | 13 октября 2016 | 20 июля 2017             | 4.8         |
| 17.04 | Zesty Zapus     | Пикантный Полутушканчик | 13 апреля 2017  | 13 января 2018           | 4.10        |
| 17.10 | Artful Aardvark | Ловкий Трубкозуб        | 19 октября 2017 | июль 2018                | 4.13        |
| 17.10.1 | Artful Aardvark | Ловкий Трубкозуб        | 12 января 2018  | июль 2018                | 4.13        |
| 18.04 | Bionic Beaver   | Бионический Бобёр       | 26 апреля 2018  | 26 апреля 2023           | 4.15        |
| Легенда:Старая версия, не поддерживаетсяСтарая поддерживаемая версияТекущая версияТестовая версияБудущая версия |                 |                         |                 |                          |             |

### budgie-remix 16.04
budgie-remix 16.04 была выпущена 25 апреля 2016 года, спустя четыре дня после релиза Ubuntu 16.04.
Система содержит в себе оболочку Budgie Desktop 10.2.5. Имеет оконный менеджер на базе Mutter, настраиваемую панель, настройки центра уведомлений. Используется тема оформления Arc-GTK+. По сравнению с Ubuntu 16.04, budgie-remix имеет Nautilus версии 3.18, как в то время Ubuntu имела версию Nautilus 3.14. Также имеет док-панель Plank версии 0.11.1, gedit версии 3.18, Фотографии GNOME 3.18, gThumb 3.4.3, Rhythmbox 3.3, Totem 3.18, терминал GNOME 3.18, LibreOffice 5.1.2, Mozilla Firefox 45.0, Transmission 2.84, GTK+ 3.18.9, Mesa 11.2.0, Xorg 1.18.3 и ядро Linux 4.4.0.

### budgie-remix 16.10
budgie-remix 16.10 была выпущена 16 октября 2016 года, спустя три дня после релиза Ubuntu 16.10.
Система содержит в себе оболочку Budgie Desktop 10.2.7, GTK+ 3.22, ядро Linux 4.8. Здесь есть много новых функций, реализованных в этой версии, такие как полное шифрование диска, шифрование домашней папки, и поддержка нескольких языков при установке. Имеет тему оформления Arc GTK+, новую тему иконок Pocillo.
Один из разработчиков budgie-remix, Дэвид Мохаммед, говорит:
Это наш первый релиз, который следует за циклом выпуска Ubuntu — мы работали над тем, чтобы тесно связать наши альфа- и две бета-версии так же, как Ubuntu и другие официальные сообщества. Основываясь на впечатлениях от 16.04.1, отзывах и предложениях, которые мы получили от наших пользователей, новый выпуск поставляется с множеством новых функций, исправлений и оптимизации.

### Ubuntu Budgie 17.04
Ubuntu Budgie 17.04 была выпущена 19 апреля 2017 года. budgie-remix был переименован в это название после того, как дистрибутив стал официальным для сообщества Ubuntu.
Система содержит в себе оболочку Budgie Desktop 10.2.9, ядро Linux 4.10, Mesa 17.0.3, Xorg 1.19.3. Было обновлено приложение Budgie-Welcome, появилась поддержка индикатора приложений, управлять звуковыми апплетами, включены приложения GNOME 3.24, терминал GNOME заменяется Termix и Chromium заменил Google Chrome, и включена поддержка темы GTK+ для Qt. Используется тема оформления Arc GTK+, тема иконок Moka.
В записи про релиз этой версии, было написано следующее:
Значительная часть этого цикла разработки была потрачена на интеграцию с системой сборки Canonical. Ключевыми видимыми элементами интеграции были настройки Plymouth, утиализирующие установщик Ubiquity, перерабатывающие пакеты для удаления идентичностей "budgie-remix" и замененные обновленной идентичностью "Ubuntu Budgie".

### Ubuntu Budgie 17.10
Ubuntu Budgie 17.10 была выпущена 19 октября 2017 года.
Система содержит в себе оболочку Budgie Desktop 10.4, ядро Linux 4.13. Настольная среда Budgie 10.4 оснащена набором собственных функций, которые включают новую стильную Alt-Tab, поддержку Spotify в Raven, поддержку переключения оконных элементов управления влево или вправо, поддержку SMB-файлов и зашифрованных томов через добавление апплетов и поддерживает настройку внешнего вида даты и времени. Кроме того, есть поддержка левых или правых боковых панелей в Budgie Desktop 10.4, поддержка конвертирования панелей в док-панели, прозрачность и динамическое автоизображение для всех панелей, а также возможность пополнения нижней панели работать без страшного эффекта «спрыгнуть». Другие примечательные улучшения в выпуске Ubuntu Budgie 17.10 включают инструменты Night Light и Caffeine, Tilix в качестве эмулятора терминала по умолчанию вместо Termix, а также поддержку режима Tilix Quake с помощью клавиши F12, обновленных значков панели и новых обоев.
Canonical отозвала, и убрала версию Ubuntu Budgie 17.10 из списка скачиваний 20 декабря 2017 года. Причиной убирания версии 17.10 из списка скачиваний является критическая ошибка, которая повреждает BIOS в ноутбуках Lenovo, Toshiba и Acer.
12 января 2018 года вышла версия 17.10.1, которая содержала исправление серьёзной проблемы в версии 17.10.

### Ubuntu Budgie 18.04
Ubuntu Budgie является выпуском с долгосрочной поддержкой, и вышла 26 апреля 2018 года.
Система будет содержать в себе ядро Linux 4.15. Появилась возможность устанавливать OpenVPN через network-manager. Появились новые апплеты, такие как Quick Note для заметок, DropBy для загрузки и просмотра данных с USB-устройств, Hot Corners для перемещения окон к углу экрана, Windowpreviews для просмотра открытых окон, Clockworks для просмотра некоторых часовых поясов, Autoswitch для того, чтобы привязать раскладку клавиатуры к приложению, Window Mover для того, чтобы быстро переместить окно в другой виртуальный рабочий стол. Все приложения GNOME были обновлены до версии 3.28, но Nautilus так и имеет версию 3.26.